# Donaukanal

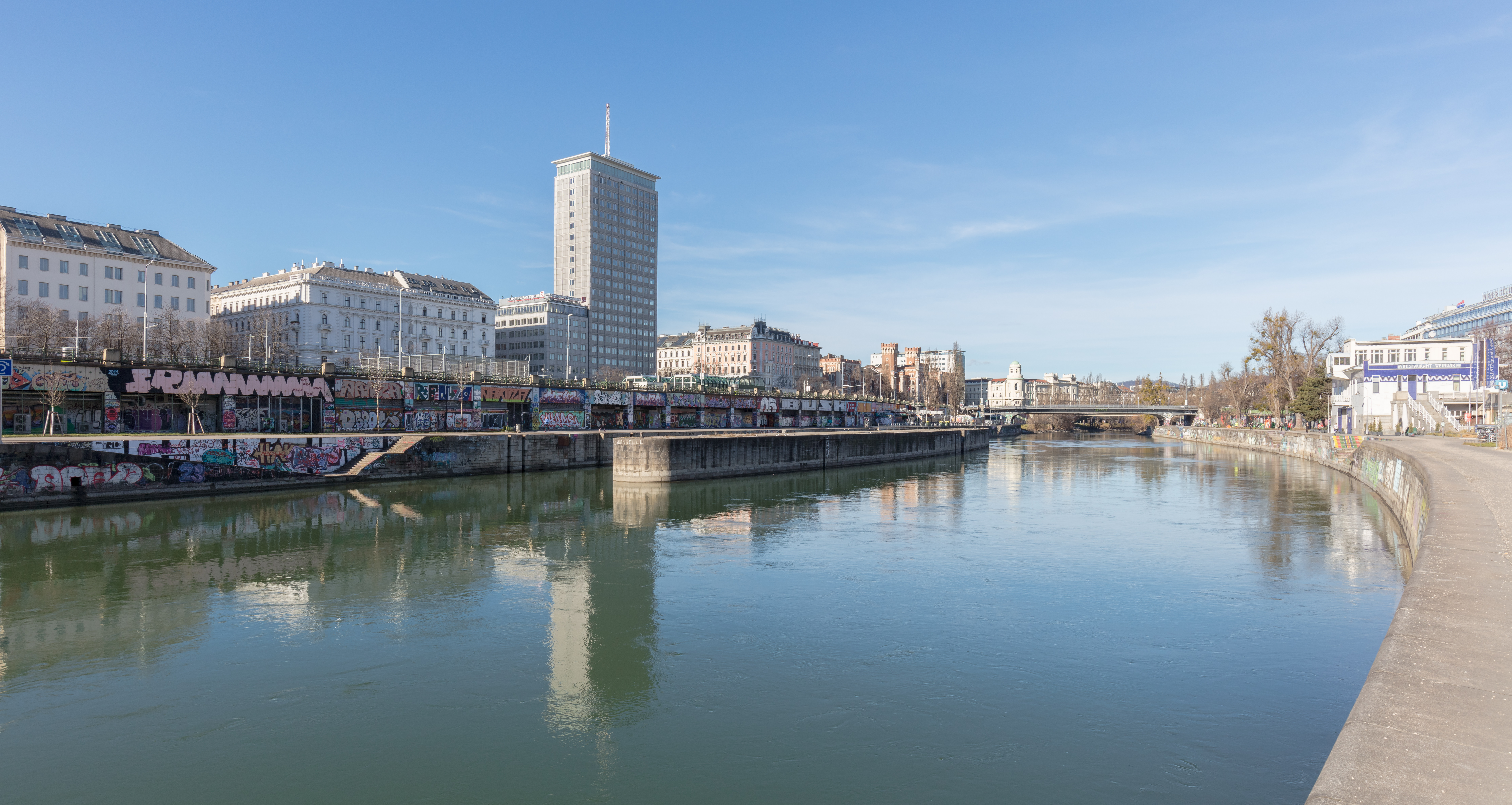
Vista del canal a su paso por Schottenring.

El Donaukanal (en español Canal del Danubio) es una ramificación paralela al río Danubio transformado por el 1598 en un canal de agua, situado en el centro de Viena. 
Tiene una longitud de 17,3 kilómetros y, a diferencia del propio Danubio, transcurre por el centro de Viena, Innere Stadt (1° distrito), donde se une con el río Wien.
El Donaukanal se bifurca del río principal en el dique de Nußdorf y a través de un complejo de compuertas en Döbling se une nuevamente al río en el monte del "Praterspitz", en el parque Prater de Simmering. La isla formada entre el Donaukanal hospeda dos distritos de Viena: el Brigittenau (20º distrito) y el Leopoldstadt (2º distrito). El canal lo atraviesan 15 puentes para automóviles y 5 puentes ferroviarios.

## Galería de imágenes

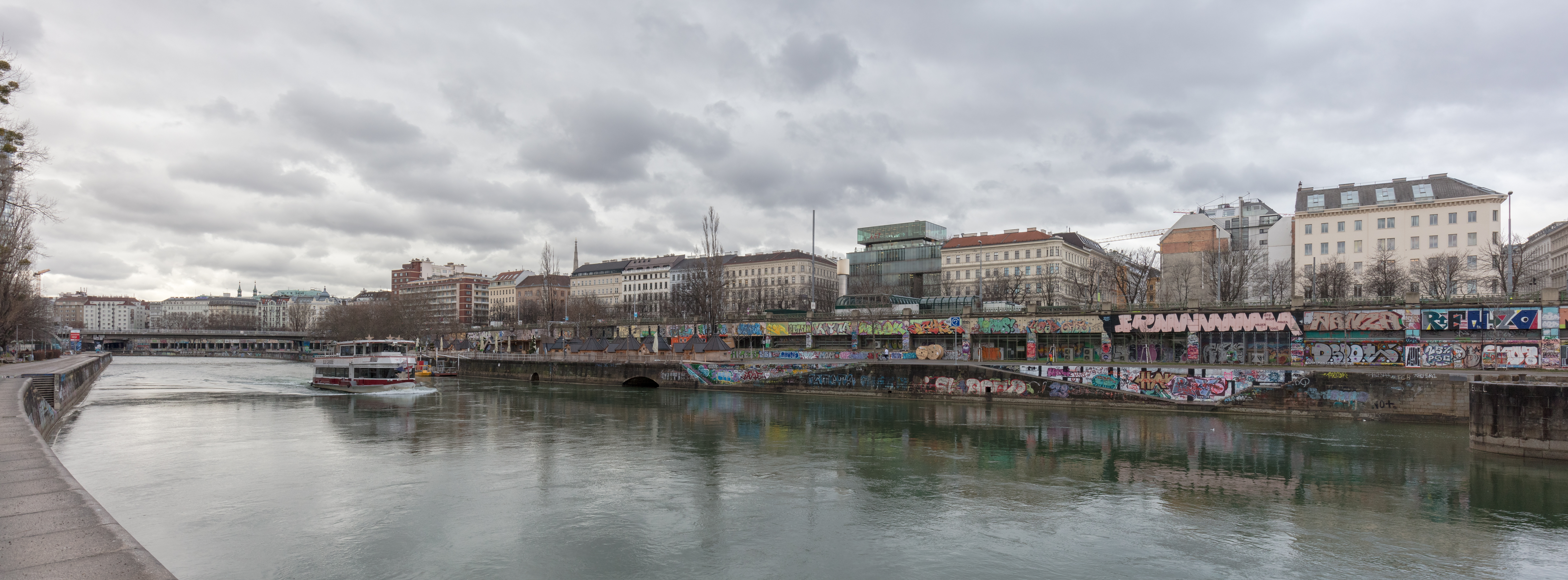
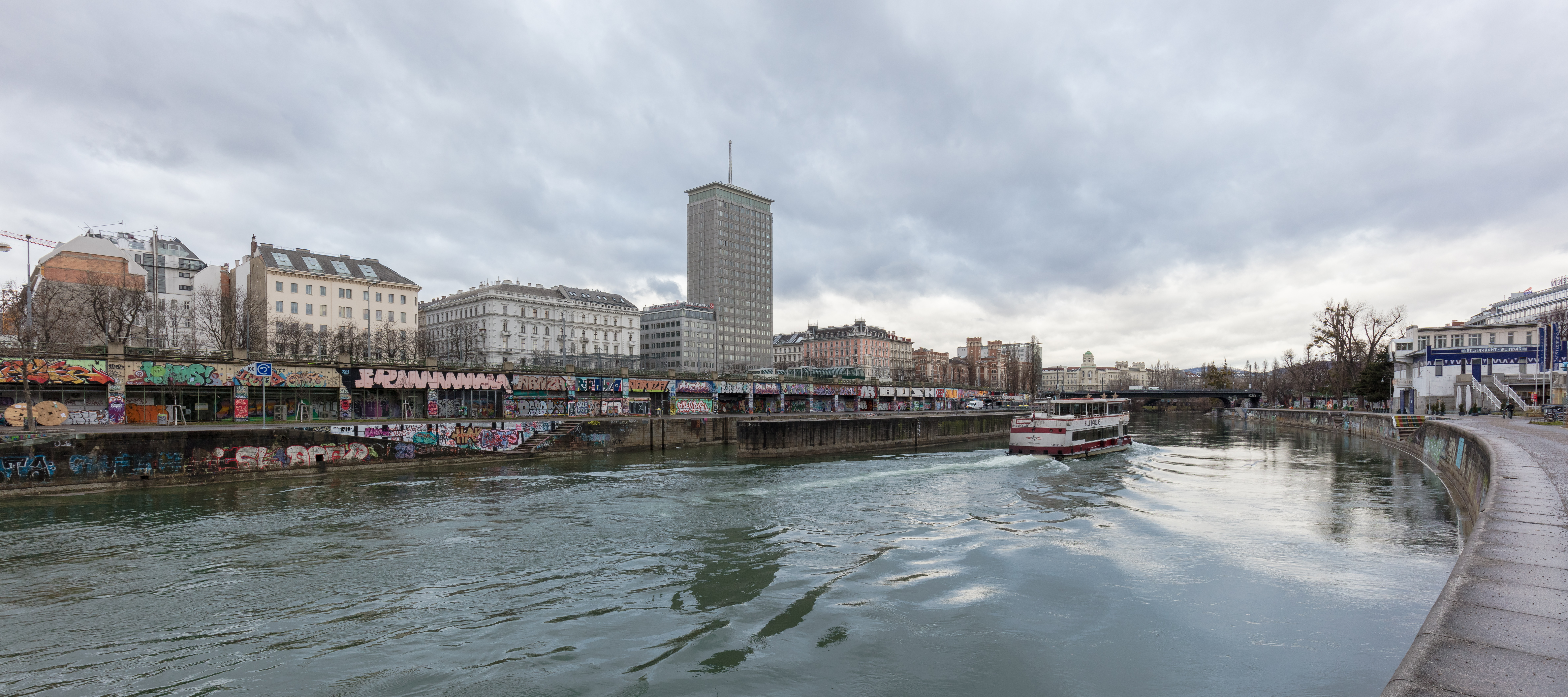
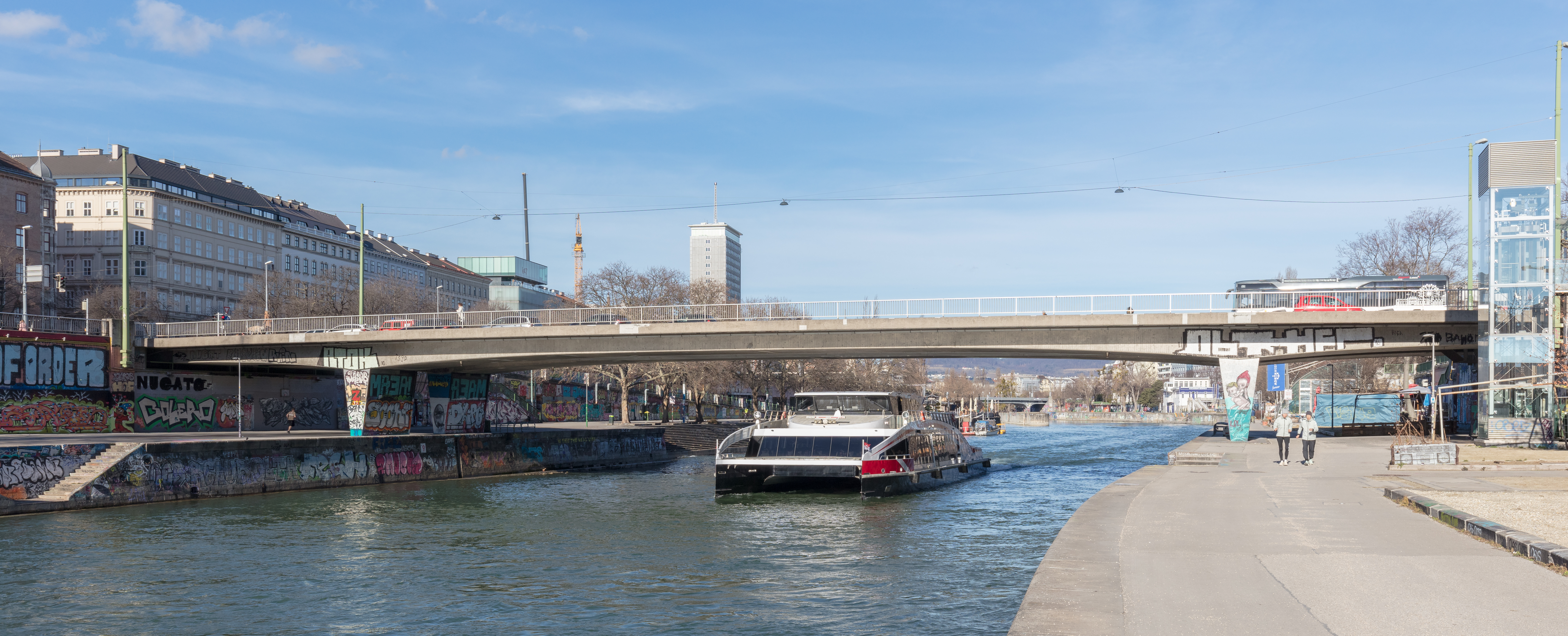
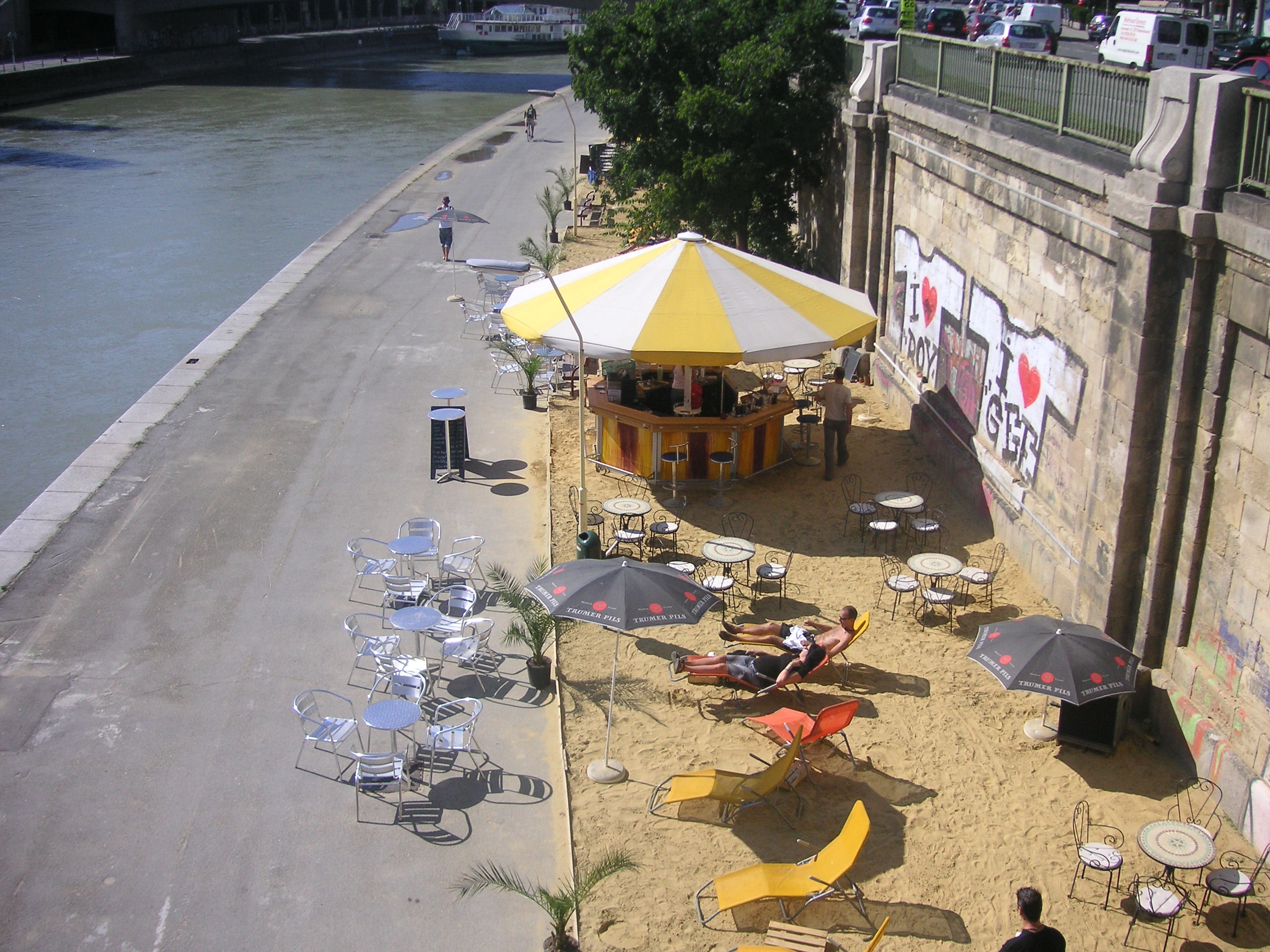